# 拉戈 (加利福尼亞州)
拉戈（英語：Largo）是位於美國加利福尼亞州門多西諾縣的一個非建制地區。該地的面積和人口皆未知。

## 地理
拉戈的座標為39°01′18″N 123°07′48″W / 39.02167°N 123.13000°W，而該地的平均海拔高度為159米（即522英尺）。